# Newington (New Hampshire)
Newington ist eine Stadt im Rockingham County im US-amerikanischen Bundesstaat New Hampshire mit 811 Einwohnern (Stand: Volkszählung 2020). Das Stadtgebiet hat eine Größe von 32 km².

## Geographie

### Geographische Lage
Das Stadtgebiet wird im Westen von der Great Bay, im Norden von der Little Bay umschlossen. An der nördlichen Stadtgrenze verläuft der Piscataqua River, über welchen Zugang zum Atlantik besteht. Der Fluss markiert auch die Grenze zwischen New Hampshire und Maine.

### Nachbargemeinden
- Dover (New Hampshire) (Nord)
- Eliot (Maine) (Nordost)
- Portsmouth (New Hampshire) (Südost)
- Greenland (New Hampshire) (Süden)
- Newmarket (New Hampshire) (Südwest)
- Durham (New Hampshire) (West)

## Kultur und Sehenswürdigkeiten
- Newington Center Historic District, historisches Stadtzentrum, gelistet im National Register of Historic Places

## Wirtschaft und Infrastruktur

### Öffentliche Einrichtungen
- Portsmouth International Airport at Pease
- Pease Air National Guard Base

### Wirtschaftsunternehmen
- Eversource Energy (Niederlassung), Kraftwerk
- EP Newington, Gas-Kraftwerk
- SIG Sauer, Inc., Waffenhersteller

## Persönlichkeiten
- John Pickering (1737–1805), Jurist
- Louis de Rochemont (1899–1978), Filmproduzent- und Regisseur